# Jacques Poulin
Pour les articles homonymes, voir Jacques Poulain (philosophe) et Poulin.
Jacques Poulin (Saint-Gédéon-de-Beauce, Chaudière-Appalaches, Québec, 23 septembre 1937) est un romancier québécois.

## Biographie
Il a obtenu son baccalauréat aux séminaires de Saint-Georges et de Nicolet, et après il a étudié à l'Université Laval, premièrement la psychologie (1960) et ensuite les lettres (1964). Après sa formation il travaille comme traducteur avant de déménager à Paris dans les années 1980, cependant il vit aujourd'hui au Québec, à l'île d'Orléans.
Poulin a signé 14 romans à ce jour. Ses romans ont été publiés d'abord par les Éditions du Jour, et ensuite surtout par Leméac au Québec et Actes Sud en France.
Il publie ses deux premiers romans dans les années 1960: Mon cheval pour un royaume (1967) et Jimmy (1969). Selon Poulin, il commence Mon cheval presque immédiatement après qu'il avait fini ses études. Il décrit qu'il l'a pris deux ans et qu'il envoyais chaque chapitre à Réginald Martel pour ses conseils .
Son cinquième romain, Les Grandes Marées, lui vaut le Prix du Gouverneur général 1978.
Volkswagen Blues (1984), un récit aux allures de road-movie, voit ses personnages parcourir l'Amérique depuis le Québec jusqu'à la Californie. Poulin a expliqué qu'il a fait le trajet plusieurs fois, et qu'en écrivant il a visité San Francisco pour informer les derniers chapitres .
Publié en 1989, son roman Le Vieux Chagrin, qui raconte la solitude assumée et les douces passions d'un écrivain habitant une vieille maison sur les rives du fleuve Saint-Laurent, remporte le Prix Québec-Paris 1989, le Prix Molson du roman 1990 et le Prix Jean-Hamelin 1991. Selon Jean Désy, c'est un « des romans les plus émouvants de la littérature québécoise ». Poulin a déclaré avoir passé cinq ans à l'écrire .

## Style
Le style de l'auteur est d'une simplicité très efficace, grâce notamment à cette « petite musique » si particulière qui fait de lui l'un des auteurs majeurs du Québec. Paul-André Bourque a écrit à son sujet dans Lettres québécoises : « D'un roman à l'autre, ce ne sont pas tellement les péripéties vécues par les personnages qui intéressent le lecteur, mais bien plutôt le voyage intérieur du narrateur, son introspection, sa réflexion sur lui-même et sur la vie, sur son rapport à l'autre, fût-ce l'un ou l'autre des chats qui peuplent cet univers romanesque. »

### Influences
Son œuvre est profondément marquée par l’influence des écrivains américains, en particulier par Ernest Hemingway, J.D. Salinger et John Steinbeck. Il reconnait leur influence, et il suggère que ces auteurs dans une manière qui est plus concrète, simple, et sobre, surtout comparé avec la littérature française . Néanmoins, pour lui ce sont les écrivains québécois qui ont la possibilité de réunir les deux styles.

### Symboles
Les symboles sont très important dans son œuvre: selon Montpetit les chats « symbolisent la sexualité »; d'ailleurs Weiss a suggéré que le Volkswagen est « le symbole de la résistance au nivellement imposé par la machine, ainsi que de l'existence d'une Amérique qui serait l'inverse de la société industrielle ».

### Endroits
Souvent les récits ne demeurent qu'au Québec et c'était seulement avec Volkswagen Blues qu'il a traversé la frontière pour la première fois,. Il a expliqué qu'il trouve important qu'il écrive les endroits qu'il connait le mieux . Ainsi, il explore souvent les thématiques de la vie québécoise. La traduction et la situation pour la langue française en Amérique paraissent surtout dans Les Grandes Marées, La traduction est une histoire d’amour, Volkswagen Blues, L’anglais n’est pas une langue magique, et L’homme de la Saskatchewan. Pamela Sing a montré qu'il a aussi touché le sujet des Métis dans Volkswagen Blues et L'homme de la Saskatchewan, avec La Grande Sauterelle et le gardien Isidore.

### Personnages
Jean Morency a proposé que les romans de Poulin constitue « le cycle de Jack Waterman ». Elle montre comment les mêmes personnages réapparaissent dans les histoires : Jack Waterman est au cœur de Volkswagen Blues et il arrive également dans Chat Sauvage et Les Yeux bleus de Mistassini ; son frère aîné, Théo, est la personnage principale de Faites de beaux rêves ; son petit frère, Francis, est essentiel pour L’anglais n’est pas une langue magique et L’homme de la Saskatchewan. D'ailleurs, pour Les Grandes Marées, elle a soumis que la personnage de l'Auteur « annonce de façon ironique, distanciée, le projet esthétique de Poulin, celui d’écrire le « grand roman de l’Amérique » ». En fait, elle a proposé que ce soit Poulin lui-même qui a écrit « le grand roman franco-américain » : Volkswagen Blues. D'ailleurs, Morency a suggéré que la protagoniste de Les Grandes Marées, Teddy Bear, ressemble à Jack Waterman et aussi l’écrivain de Le Vieux Chagrin.
Certains journalistes ont aussi demandé si la personnage de Jack Waterman est autobiographique, ; Poulin a posé que, même s'il y a des similitudes, des goûts par exemple, il y a aussi « un décalage » entre les deux écrivains. Néanmoins, il a aussi avoué que « j'ai donné instinctivement au personnage principal mon âge, mes goûts et un travail semblable au mien ... le personnage a vieilli en même temps que moi » .

### Manière d'écriture
À propos de son démarche d'écriture, Poulin a dit : « J’aime la dernière partie, qui est celle des corrections, parce qu’on n’a pas le stress de l’invention. Le travail où on prend chaque phrase et on regarde si elle pourrait être écrite différemment. On change un mot pour un autre parce qu’il pourrait être plus précis. Ça, c’est agréable. Tandis que la première partie, tu ne peux pas faire ça jusqu’à 90 ans, ça demande un effort physique. En plus, je travaille debout, ça me fatigue beaucoup.» D'ailleurs, il a commenté que ses corrections sont presque seulement des enlèvements, et qu'il faillit rien ajouter .
À propos du sujet, il a expliqué que le choix entre l'utilisation de « je » ou « il » est un « cauchemar » ;  ainsi, souvent il commence à écrier en utilisant « je » et après, pendant les corrections, il change les phrases en utilisant « il » .

## Œuvre

### Romans
- Mon cheval pour un royaume, Éditions du Jour, 1967; Leméac, 1987 
  - traduit en anglais par Sheila Fischman: My Horse for a Kingdom, dans la trilogie Jimmy, Anansi[18], 1979
- Jimmy, Éditions du Jour, 1969; Leméac, 1978 
  - traduit en anglais par Sheila Fischman: Jimmy, dans la trilogie Jimmy, Anansi, 1979
- Le Cœur de la baleine bleue, Éditions du Jour, 1970 ; Leméac, 1987 
  - traduit en anglais par Sheila Fischman: The  Heart  of  the  Blue  Whale, dans la trilogie Jimmy, Anansi, 1979.
- Faites de beaux rêves, L’Actuelle, 1974 ; Leméac, 1988
- Les Grandes Marées, Leméac, 1978
  - traduit en anglais par Sheila Fischman: Spring Tides, Anansi, 1986, aussi traduit en tchèque.
- Volkswagen Blues, Québec/Amérique, 1984; Leméac/Actes Sud, 1998
  - traduit en anglais par Sheila Fischman: Volkswagen Blues, McClelland  &  Stewart, 1988;  Cormorant  Books, 2002; aussi traduit en tchèque, italien, espagnol, néerlandais et en arabe
- Le Vieux Chagrin, Leméac/Actes Sud, 1989
  - traduit en anglais par Sheila Fischman: Mr. Blue, Vehicule Press, 1993
- La Tournée d'automne, Leméac, 1993
  - traduit en anglais par Sheila Fischman: Autumn Rounds, Cormorant Books, 2002
- Chat sauvage, Leméac/Actes Sud, 1998
  - traduit en anglais par Sheila Fischman: Wild Cat, Cormorant Books, 2003
- Les Yeux bleus de Mistassini, Leméac, 2002
  - traduit en anglais par Sheila Fischman: My Sister's Blue Eyes, Cormorant Books, 2007
- La traduction est une histoire d'amour, Leméac, 2006
  - traduit en anglais par Sheila Fischman: Translation Is a Love Affair, Archipelago Books, 2009
- L'anglais n'est pas une langue magique, Leméac, 2009
  - traduit en anglais par Sheila Fischman: English is Not a Magic Language, Esplanade Books, 2016
- L'Homme de la Saskatchewan, Leméac, 2011
- Un jukebox dans la tête, Leméac, 2015

## Honneurs
- 1974 - Prix littéraire de La Presse
- 1978 - Prix du Gouverneur général pour Les Grandes Marées

1984 prix Canada-Belgique (Volkswagen blues)
- 1989 - Prix Québec-Paris, Le Vieux Chagrin
- 1990 - Prix Molson du roman, Le Vieux Chagrin
- 1991 - Prix Jean-Hamelin, Le Vieux Chagrin
- 1995 - Prix Athanase-David, récompense décernée à un artiste par le gouvernement du Québec pour l'ensemble de son œuvre
- 2003 - Prix littéraire ville de Québec / Salon international du livre de Québec
- 2003 - Prix littéraire des collégiens pour Les Yeux bleus de Mistassini
- 2007 - Finaliste pour le Prix littéraire des collégiens pour La traduction est une histoire d'amour[19],[20]
- 2008 - Prix Gilles-Corbeil de la Fondation Émile-Nelligan[11],[21]